# 7 Aquilae
7 Aquilae, som är stjärnans Flamsteed-beteckning, är en ensam stjärna belägen i den mellersta delen av stjärnbilden Örnen, som också har variabelbeteckningen V1728 Aquilae. Den har en genomsnittlig skenbar magnitud på ca 6,89 och kräver åtminstone en handkikare för att kunna observeras. Baserat på parallax enligt Gaia Data Release 2 på ca 8,9 mas, beräknas den befinna sig på ett avstånd på ca 367 ljusår (ca 113 parsek) från solen. Den rör sig närmare solen med en heliocentrisk radialhastighet av ca -29 km/s.

## Egenskaper
7 Aquilae är en vit till blå underjättestjärna av spektralklass F0 IV, som har förbrukat förrådet av väte i dess kärna och expanderar bort från huvudserien. Fox Machado et al. (2010) ansatte dock spektralklass F0 V, vilket tyder på att den fortfarande är kvar i huvudserien. Den har en massa som är ca 2  solmassor, en radie som är ca 2,7 solradier och utsänder ca 24 gånger mera energi än solen från dess fotosfär vid en effektiv temperatur av ca 7 300 K. Ett observerat överskott av infraröd strålning tyder på att en stoftskiva med en medeltemperatur av 140 K kretsar på ett avstånd av 16,30 AE från värdstjärnan.
7 Aquilae är en pulserande variabel av Delta Scuti-typ (DSCT), som har visuell magnitud +6,89 och varierar med 0,01 magnituder i amplitud och en period av 0,05761 dygn eller 82,96 minuter.